# Stay Luck
株式會社Stay Luck（日语：株式会社ステイラック）是一家位於日本東京都澀谷區的聲優經紀公司。2012年6月，由聲優浪川大輔從所屬事務所Across Entertainment中獨立。除了聲優經紀業務外，也有聲優養成學校Follow-Up。

## 所屬聲優

### 男性
- 朝田陽貴
- 石井瑞樹
- 石川界人
- 伊藤悟
- 越後屋浩介
- 神田優
- 金城大和
- 黒田浩一
- 佐伯youthK（商業夥伴）
- 澤城千春
- 杉山紀彰
- 左座翔丸
- 橘龍丸
- 辻親八
- 虎島貴明
- 中山亮太
- 浪川大輔（代表董事）
- 野津山幸宏
- 晴一ユウ
- 真白健太朗
- 水上歩夢
- 藤原聖侑
- 村井雄治
- 森田成一
- 山下大毅
- 山本祐也
- 吉田和生

### 女性
- 逢澤由理香
- 綾瀨美憂
- 片桐由貴
- 木南亞莉沙
- 久保百合花
- 國府月
- 小若和郁那
- 新海美織
- 杉村千香子（已于2024年3月31日离籍）（日语：杉村ちか子）
- 高瀨桃佳
- 高橋雛子（日语：高橋雛子）
- 田邊留依
- 中島愛（業務合作）
- 中野彩麻（日语：中野さいま）
- 拝師美穗（日语：拝師みほ）
- 引坂理繪
- 前田玲奈
- 真野步
- 丸山京夏
- 南山希來來
- 村川梨衣
- 森永千才
- 結川彩
- 吉森未沙希
- 楠木燈
- 若佐夏美

## 過往所屬聲優
- 橋本祐樹（日语：橋本祐樹）（現所屬：Max Mix）
- 田中廣義
- 香月遙香（日语：香月はるか）

## 外部連結
- 株式會社Stay Luck公式官網（页面存档备份，存于） （日語）